# Kotaro Fukuma
Kōtarō Fukuma (japanisch 福間 洸太朗 Fukuma Kōtarō; * 29. August 1982 in Tokio) ist ein japanischer Pianist.

## Biographie
Im Alter von fünf Jahren begann Kotaro Fukuma mit dem Klavierunterricht. Nach Abschluss der schulischen Ausbildung ging er nach Paris und studierte Musik am Conservatoire National Supérieur de Musique de Paris bei Bruno Rigutto und Marie-Françoise Bucquet. 2005 setzte er das Studium an der Universität der Künste Berlin bei Klaus Hellwig fort. Ergänzend besuchte er die Internationale Piano-Akademie Lake Como in Italien. Während seiner Studienzeit lernte er in Meisterkursen bei Leon Fleisher, Mitsuko Uchida, Richard Goode, Alicia de Larrocha, Maria Joao Pires, Andreas Steier und Aldo Ciccolini.
Hohe Auszeichnungen erhielt er schon früh beim Paloma O’Shea Wettbewerb in Santander/Spanien, beim Arthur Rubinstein International Piano Master Competition in Tel Aviv, beim Maj Lind Wettbewerb in Helsinki und beim Gina Bachauer Wettbewerb in Salt Lake City. 2003 gewann er den ersten Preis und den Chopin-Preis beim Internationalen Klavierwettbewerb in Cleveland. Seitdem konzertiert er regelmäßig in Asien, Europa, Nord- und Südamerika und Afrika.
Als Solist gastiert er in bedeutenden Konzertsälen, so in der Carnegie Hall und im Lincoln Center in New York, der Wigmore Hall in London, der Philharmonie und dem Konzerthaus in Berlin, dem Gewandhaus zu Leipzig, im Münchner Gasteig, der Salle Gaveau in Paris, der Victoria Hall in Genf, dem Auditorio Nacional de Música in Madrid, der Sala Mozart in Zaragoza, der Forbidden City Concert Hall in Peking sowie in der Suntory Hall und der Tokyo Opera City.
Neben seiner solistischen Arbeit musizierte er mit dem Cleveland Orchestra, der Moskauer Philharmonie, dem Finnischen Radio Symphonie Orchester, dem Israel Philharmonic Orchestra, der Dresdner Philharmonie, dem Lille National Orchestra, der Royal Filharmonic Orchestra Galicia, der New Japan Philharmonic sowie dem NHK Symphony Orchestra, den Bochumer Symphonikern, dem Insura Orchestra und den Johannes Brahms Philharmonikern. Dabei spielte er unter der Leitung von Dirigenten wie Yuri Simonov, Asher Fisch, Rafael Frühbeck de Burgos, Hanna Lintu, François-Xavier Roth, Lawrence L. Smith, Kazuyoshi Akiyama und Kazuki Yamada.
Sein Repertoire reicht von J.S.Bach bis zu Komponisten der Moderne und Gegenwart. Mehr als zehn Komponisten haben für ihn ein Werk geschrieben. An zeitgenössischer Musik führte er Werke von Toru Takemitsu, Thierry Escaich, Einojuhani Rautavaara und Seongju Oh als nationale oder internationale Uraufführungen auf.
Besondere Aufmerksamkeit erhält Kotaro Fukuma für seine thematisch anspruchsvolle Programmgestaltung. Anlässlich des 50. Todestags Theodor W. Adornos 2019 und im Blick auf das Beethovenjahr 2020 konzipierte er eine Konzertlesung, in der Beethovens letzte Klaviersonate op. 111 und der Beginn des Kapitels VIII aus Thomas Manns „Doktor Faustus“ sowie drei Klavierwerke Adornos und die Klaviersonate Alban Bergs zu Gehör gebracht wurden. 2022 kam anlässlich des 200. Todestags von E. T. A. Hoffmann die Konzertlesung „Kreisleriana“ zur Aufführung mit Musik von Schumann und Brahms und Texten von Hoffmann, Schumann und Brahms. Für die Saison 2024/25 ist ein drittes Programm „Musik und Literatur“ zum Thema "Nachtgedanken" mit Musik und Texten der Romantik konzipiert.
Für junge ausgezeichnete Pianistinnen und Pianisten gibt Kotaro Fukuma Meisterkurse, bisher in Japan, den USA, Deutschland, Frankreich, Südkorea, Südafrika und Argentinien.
Kotaro Fukuma ist Kulturbotschafter seiner Heimatstadt Kokubunji. In dieser Funktion wurde er für die Olympischen Spiele 2020 in Japan als Fackelläufer ausgewählt.
Er spricht fünf Sprachen inklusive Deutsch. Seit 2005 hat Kotaro Fukuma einen Wohnsitz in Berlin.

## Diskographie
Kotaro Fukuma hat bisher bei den Plattenfirmen Naxos, ARS Produktion, Éditions Hortus, DENON, BRAVO Records und Orpheus Classical insgesamt zwanzig Alben aufgenommen. Er erhielt dafür ausgezeichnete Kritiken in Musikzeitschriften und im Rundfunk.
- - 2005: Schumann, Variations Abegg | Novellettes | Fantasiestücke opus 111 (Naxos)
  - 2007: Toru Takemitsu, Klaviermusik (Naxos)
  - 2009: Récital à Toppan Hall Tokyo, Haydn, Schumann, (Carnaval), Fauré, Scriabine (Accustika, erhältlich nur in Japan)
  - 2010: Liszt, Grandes Etudes Paganini | Études de concert S. 144 | Grande Etude de Perfectionnement Ab Irato | Études de concert S. 145 | Rhapsodie espagnole | Liebestraum n°3 (Accustika, erhältlich nur in Japan)
  - 2012: Isaac Albeniz, Iberia (Éditions Hortus)
  - 2013: Claude Debussy, Arabesques, Images (livres I     et II), Estampes, L'Isle joyeuse, extraits des Préludes (Éditions Hortus Denon, weltweit außer Japan)
  - 2014: Dumka, russische Komponisten Moussorgsky, Tchaikowsky, Glinka, Balakirev, Stravinsky (Éditions Hortus, weltweit außer Japan)
  - 2015: Frédéric Chopin, Ballades (Hortus Denon, weltweit außer Japan)
  - 2015: Schumann, Concerto - Mozart, Klavierkonzert Nr. 9 „Jeunehomme“ mit Yokohama Sinfonietta, Dirigent: Kazuki Yamada (Denon, erhältlich nur in Japan)
  - 2015: Sing to Water, die Moldau, Barcarolle3 usw. (Esprit du Piano, Europa)
  - 2016: Piano Fantasy, „Mozart, Beethoven, Schubert“ (Orpheus)
  - 2017: Chopin Legacy: „24 Prélude, Sonata No. 3 etc.“ (ARS Produktion)
  - 2017: Ohzawa: Klavierkonzert Nr. 3 (DENON, erhältlich nur in Japan)
  - 2019: France Romance: „Debussy, Fauré, Ravel, Satie, Poulenc, Weissenberg, Lenoir“ (Naxos)
  - 2019: Kotaro Fukuma plays Akashi Takashima (Filmprojekt, Naxos, erhältlich nur in Japan)
  - 2020: Beethoven: "Sonatas Op. 31 No. 2 (Tempest), Op. 78, Op. 111 (Naxos)
  - 2021: J.S.Bach Piano Transcriptions: Petri, Busoni, Hess, Saint-Saens, Liszt, Kempf, Brahms, Fukuma, d’Albert, Feinberg (Naxos)
  - 2022: Chopin: Piano Concerto No.1 (BRAVO Records, erhältlich nur in Japan)
  - 2023: Fantasy: „Scriabin and Rachmaninoff“ (Naxos)
  - 2024: Souvenirs de Chopin (Naxos)

## Transkriptionen
Besonderes Interesse hat Kotaro Fukuma für Transkriptionen. Sehr gern spielt er in seinen Recitals fremde, aber vor allem auch eigene Bearbeitungen wie etwa „Die Moldau“ von Smetana, „La valse“ von Ravel oder „Je te veux“ von Satie. Diese Transkriptionen hat er auch auf CD eingespielt (in „Sing to water“ und „France Romance“). Im Januar 2023 hat er erstmals die eigene Bearbeitung von Mozart „Eine kleine Nachtmusik“ öffentlich aufgeführt. 2024 transkribierte Kotaro Fukuma das Vorspiel der Oper "Tristan und Isolde" von Richard Wagner. Die Noten seiner Transkriptionen werden im japanischen Verlag Muse Press verlegt.

## Rare Piano Music
Angeregt vom Festival „Raritäten der Klaviermusik“ in Husum, zu dem Kotaro Fukuma 2019 erstmals eingeladen war, konzipierte er während der Corona-Pandemie 2020 eine Reihe von insgesamt 13 Live Stream Konzerten unter dem Titel „Rare Piano Music“. Nach seinem Eröffnungskonzert haben 12 junge japanische Pianistinnen und Pianisten die Gelegenheit, selten gespielte Werke einem weltweiten Publikum digital vorzustellen. So erlangen diese Künstler Aufmerksamkeit in einer Zeit, in der Live-Konzerte kaum möglich sind. Inzwischen ist die Reihe fest etabliert und wird fortgesetzt. 